# Chanpatia
Chanpatia è una città dell'India di 22.029 abitanti, situata nel distretto del Champaran Occidentale, nello stato federato del Bihar. In base al numero di abitanti la città rientra nella classe III (da 20.000 a 49.999 persone).

## Geografia fisica
La città è situata a 26° 56' 44 N e 84° 33' 09 E.

## Società

### Evoluzione demografica
Al censimento del 2001 la popolazione di Chanpatia assommava a 22.029 persone, delle quali 11.445 maschi e 10.584 femmine. I bambini di età inferiore o uguale ai sei anni assommavano a 4.255, dei quali 2.115 maschi e 2.140 femmine. Infine, coloro che erano in grado di saper almeno leggere e scrivere erano 10.757, dei quali 6.629 maschi e 4.128 femmine.